# Цер (Кичево)
Цер (мкд. Цер) је насеље у Северној Македонији, у западном делу државе. Цер припада општини Кичево.

## Географија
Насеље Цер је смештено у западном делу Северне Македоније. Од најближег већег града, Кичева, насеље је удаљено 36 km јужно.
Цер је једно од 4 села која чине горњи део Демир Хисара, који је у сливу реке Треске. Село је положено на јужним падинама планине Баба Сач, док се источно издиже Бушева планина. Село је у сливу невелике Беличке реке, која се улива у реку Треску на северу. Надморска висина насеља је приближно 1.020 метара.
Клима у насељу је планинска због знатне надморске висине.

## Историја
У месту је радила српска народна школа између 1870-1877. године.

## Становништво
Цер је према последњем попису из 2002. године имао 159 становника.
Већинско становништво су етнички Македонци (99%), а остало су Срби.
Претежна вероисповест месног становништва је православље.